# Quận Comanche, Texas
Quận Comanche (tiếng Anh: Comanche County) là một quận trong tiểu bang Texas, Hoa Kỳ. Năm 2000, dân số là 14.026 người. Quận lỵ đóng ở thành phố Comanche6.